# برونو نونيز
برونو نونيز (8 يوليو 1990 في البرازيل - ) هو لاعب كرة قدم برازيلي في مركز الهجوم. لعب مع جمعية بورتوغيزا الرياضية ونادي بونتي بريتا ونادي إيكاسا ونادي موجي ميريم ونادي ميراسول ونادي ريو بريتو وOeste Futebol Clube ‏ وFort Lauderdale Strikers (2006–2016) ‏.

## وصلات خارجية
- برونو نونيز على موقع دوري كوريا الجنوبية (الإنجليزية)
- برونو نونيز على موقع قاعدة بيانات كرة القدم.إي يو (الإنجليزية)
- برونو نونيز على موقع Soccerway.com (الإنجليزية)